# Hønefoss
Hønefoss er en by på Østlandet i Norge der ligger i Ringerike kommune i Buskerudfylke. Frem til 1964 var byen også en selvstændig kommune.
Hønefoss er en indlandsby og et centralt knudepunkt på Østlandet. Herfra går blandt andet jernbane til Bergen, Drammen og Oslo og til Gjøvik via Roa. Via Hønefoss går desuden hovedfærdselsåren E16 til Vestlandet via Valdres samt rigsvej 7 til Vestlandet via Hallingdal og rigsvej 35 til Hokksund og Hadeland.
Hønefoss fik bystatus i 1852 og er i dag et naturligt handelscentrum for befolkningen i kommunerne Ringerike, Hole og Jevnaker. Byen ligger som det nordligste punkt i en triangel med Drammen i syd og Oslo i sydøst. I vore dages moderne småby bor ca. 14.000 indbyggere, fordelt på områderne på nordsiden og sydsiden af elven Begna, som siden slutningen af 1870'erne har delt byen i to. Den moderne del af byen voksede efter den tid frem på sydsiden af elven.
I Hønefoss løber Begna, lige neden for Hønefossen, sammen med Randselven og danner Storelven, der løber ned i Tyrifjorden